# Nasir al-Din Nasir Hunzai
Allamah Nasir al-Din Nasir Hunzai (en urdu: علامہ ناصر الدین ناصر ہنزائی; Pertavi Shah, 1917-Austin, Texas, 14 de enero de 2017) fue un escritor pakistaní.
Su infancia estuvo marcada por la fe islámica y siempre se ha empeñado en que los musulmanes conozcan la importancia de la fe en Dios. Inspirado por Pir Nasir Khusraw y un ansia de sabiduría y comprensión, se consagró al servicio del islam, interpretando versículos del Corán, entre otras actividades, que han valido para que muchos críticos lo acusen de nuevo culto. Fue nombrado doctor honoris causa por la Universidad Senior de Canadá, y junto con la Universidad Heidelberg trabajó en el primer diccionario inglés-burushaski.
Como poeta sufí escribió en varias lenguas y fue autor de libros basados en el espiritualismo y la moralidad. Su primer libro en burushaski, su lengua materna, es un poemario llamado Diwan-e-Nasiri que se ha traducido a numerosos idiomas.